# Antonio Aurisicchio
Antonio Aurisicchio (anche: Euresicchio, Eurisechio, Orisicchio) (Napoli, 1710 – Roma, 3 o 4 settembre 1781) è stato un compositore italiano.
Quasi nulla si conosce sulla sua gioventù e formazione: probabilmente fu attivo come organista presso varie chiese romane. Nel 1734 debuttò come operista di lavori comici al Teatro dei Fiorentini di Napoli, ma i suoi lavori successivi furono scritti per i teatri di Roma, ove tornò agli inizi degli anni quaranta. In seguito, nel 1747 diventò membro della Congregazione dei musici di Santa Cecilia e nel 1751 lavorò come assistente di Vincenzo Legrenzio Ciampi, allora maestro di cappella di San Giacomo degli Spagnoli; nel 1756 Ciampi morì e il 30 novembre Aurisicchio prese la carica di quest'ultimo, posizione che tenne sino al 1766.

## Lavori

### Opere
- Chi dell'altrui si veste presto si spoglia (commedia, libretto di Tommaso Mariani, 1734, Napoli)
- L'inganno deluso (intermezzo, 1743, Roma)
- Il cicisbeo consolato (farsetta, libretto di C. Mazzarelli, 1748, Roma)
- Chi la fa l'aspetta (intermezzo, 1752, Roma)
- Andromaca (opera seria, libretto di Antonio Salvi, 1753, Roma)
- Eumene (opera seria, libretto di Giovacchino Pizzi, 1754, Roma)
- Lo sposalizio all'usanza (farsa, 1757, Roma)